# بولو (فیلم ۱۹۳۸)
بولو یک فیلم ماجراجویی آمریکایی به کارگردانی کلاید ای الیوت است که در سال ۱۹۳۸ اکران شد. نقش اصلی این فیلم کولین تپلی است که به عنوان یک سرباز انگلیسی برای اثبات وجود داشتن یک ببر افسانه‌ای تلاش می‌کند.